# Bairro (Vila Nova de Famalicão)
Bairro es una freguesia portuguesa del concelho de Vila Nova de Famalicão, con 3,70 km² de superficie y 3.803 habitantes (2001). Su densidad de población es de 1 027,8 hab/km².